# Stadio Bruno Benelli
Das Stadio Bruno Benelli ist ein Fußballstadion in der italienischen Stadt Ravenna, Region Emilia-Romagna. Der Fußballverein FC Ravenna (bis 2013: Ravenna Calcio) trägt in der städtischen Sportstätte seine Heimspiele aus.

## Geschichte
Nach vier Jahren Bauzeit wurde die Anlage mit ursprünglich 6.000 Plätzen am 25. September 1966 eröffnet. Zur Einweihung der etwa vier Kilometer vom Stadtzentrum entfernten Anlage spielte 29. September Ravenna Calcio gegen Juventus Turin; dass mit einem 3:1-Sieg für die Juve endete. 1993 schaffte Ravenna Calcio den Aufstieg in die Serie B, sodass das Stadio Comunale Bruno Benelli für die Saison 1993/94 umfassend renoviert und das Fassungsvermögen auf ca. 12.000 Sitzplätze verdoppelt wurde. Dazu wurden auf der Gegengeraden und den Kurven weitere Zuschauertribünen aufgesetzt.

## Daten
- Gesamtkapazität: 12.020 Sitzplätze
- Nordtribüne: 2.508 Plätze
- Südtribüne: 2.470 Plätze
- Gegentribüne: 4.582 Plätze
- Haupttribüne: 2.460 Plätze (778 überdacht)

Dazu gehören 40 Plätze der Pressetribüne und 57 Business-Sitze.